# مدرسة طابيثا الدولية
مدرسة طابيثا الدولية هي مدرسة مسيحية في يافا بإسرائيل تديرها كنيسة اسكتلندا و«ترحب بجميع الأطفال بغض النظر عن العرق أو الجنسية أو الجنس أو الدين». وتأسست في عام 1863.